# Diocesi di Morón
La diocesi di Morón (in latino Dioecesis Moronensis) è una sede della Chiesa cattolica in Argentina suffraganea dell'arcidiocesi di Buenos Aires. Nel 2023 contava 552.004 battezzati su 681.487 abitanti. È retta dal vescovo Alejandro Pablo Benna.

## Territorio
La diocesi comprende 3 distretti della provincia di Buenos Aires: Morón, Hurlingham e Ituzaingó.
Sede vescovile è la città di Morón, dove si trova la cattedrale dell'Immacolata Concezione del Buon Viaggio, decorata del titolo di basilica minore con breve di papa Giovanni XXIII del 1º dicembre 1962.
Il territorio si estende su 130 km² ed è suddiviso in 54 parrocchie.

## Storia
La diocesi è stata eretta l'11 febbraio 1957 con la bolla Quandoquidem adoranda di papa Pio XII, ricavandone il territorio dall'arcidiocesi di La Plata.
Il 15 aprile 1959 papa Giovanni XXIII ha dichiarato la Beata Maria Vergine Immacolata patrona principale della diocesi.
Il 10 aprile 1961, il 18 luglio 1969 e il 13 maggio 1997 ha ceduto porzioni del suo territorio a vantaggio dell'erezione rispettivamente delle diocesi di San Martín, di San Justo e di Merlo-Moreno.

## Cronotassi dei vescovi
Si omettono i periodi di sede vacante non superiori ai 2 anni o non storicamente accertati.
- Miguel Raspanti, S.D.B. † (13 marzo 1957 - 22 gennaio 1980 ritirato)
- Justo Oscar Laguna † (22 gennaio 1980 - 30 novembre 2004 ritirato)
- Luis Guillermo Eichhorn † (30 novembre 2004 - 30 giugno 2017 ritirato)
- Jorge Vázquez (30 giugno 2017 succeduto - 28 maggio 2025 ritirato)
- Alejandro Pablo Benna, dal 28 maggio 2025

## Statistiche
La diocesi nel 2023 su una popolazione di 681.487 persone contava 552.004 battezzati, corrispondenti all'81,0% del totale.
| anno | popolazione | popolazione | popolazione | presbiteri | presbiteri | presbiteri | presbiteri                | diaconi | religiosi | religiosi | parrocchie |
| anno | battezzati  | totale      | %           | numero     | secolari   | regolari   | battezzati per presbitero | diaconi | uomini    | donne     | parrocchie |
| ---- | ----------- | ----------- | ----------- | ---------- | ---------- | ---------- | ------------------------- | ------- | --------- | --------- | ---------- |
| 1966 | 1.090.000   | 1.150.000   | 94,8        | 177        | 73         | 104        | 6.158                     |         | 110       | 416       | 67         |
| 1970 | 730.000     | 773.125     | 94,4        | 124        | 64         | 60         | 5.887                     |         | 102       | 260       | 49         |
| 1976 | 900.000     | 950.000     | 94,7        | 120        | 61         | 59         | 7.500                     |         | 105       | 253       | 55         |
| 1980 | 1.044.000   | 1.215.000   | 85,9        | 120        | 59         | 61         | 8.700                     | 1       | 136       | 259       | 61         |
| 1990 | 1.275.000   | 1.407.000   | 90,6        | 140        | 88         | 52         | 9.107                     | 14      | 169       | 267       | 72         |
| 1999 | 560.000     | 710.000     | 78,9        | 84         | 58         | 26         | 6.666                     | 25      | 36        | 99        | 52         |
| 2000 | 576.000     | 720.000     | 80,0        | 84         | 56         | 28         | 6.857                     | 29      | 38        | 121       | 52         |
| 2001 | 580.000     | 725.000     | 80,0        | 83         | 57         | 26         | 6.987                     | 30      | 34        | 122       | 52         |
| 2002 | 550.000     | 698.000     | 78,8        | 83         | 58         | 25         | 6.626                     | 31      | 33        | 122       | 52         |
| 2003 | 548.500     | 670.000     | 81,9        | 78         | 58         | 20         | 7.032                     | 34      | 28        | 119       | 52         |
| 2004 | 511.000     | 655.000     | 78,0        | 77         | 58         | 19         | 6.636                     | 34      | 36        | 123       | 52         |
| 2013 | 658.000     | 726.000     | 90,6        | 69         | 55         | 14         | 9.536                     | 30      | 23        | 64        | 53         |
| 2016 | 674.000     | 744.000     | 90,6        | 64         | 49         | 15         | 10.531                    | 33      | 21        | 45        | 53         |
| 2019 | 694.975     | 767.190     | 90,6        | 67         | 53         | 14         | 10.372                    | 29      | 17        | 61        | 54         |
| 2021 | 554.000     | 693.180     | 79,9        | 69         | 52         | 17         | 8.028                     | 34      | 20        | 66        | 54         |
| 2023 | 552.004     | 681.487     | 81,0        | 59         | 43         | 16         | 9.356                     | 36      | 20        | 68        | 54         |